# Aldnoah.Zero
Aldnoah.Zero (アルドノア・ゼロ?, Arudonoa Zero, scritto ΛLDNOΛH.ZERO) è una serie televisiva anime creata dagli Olympus Knights e realizzata dallo studio A-1 Pictures. Il progetto televisivo anime è stato diretto da Ei Aoki e ideato da Gen Urobuchi, i quali già avevano lavorato precedentemente insieme all'adattamento anime di Fate/Zero. La prima parte della serie è stata trasmessa in Giappone tra il 5 luglio e il 20 settembre 2014, mentre la seconda parte è andata in onda dal 10 gennaio al 28 marzo 2015. La storia è stata trasposta in un manga pubblicato in nove volumi da Hōbunsha tra l'11 agosto 2014 e il 12 dicembre 2016.

## Trama
Nel 1972 l'umanità trova un'antica porta spaziotemporale aliena sulla superficie lunare che consente a un numero sempre maggiore di persone di stabilirsi su Marte. In seguito alla scoperta di ulteriori tecnologie avanzate sul pianeta extraterrestre, i coloni decidono di fondare l'impero di Vers e tagliare i rapporti con la Terra, rivendicando per sé sia il possesso di Marte sia dei suoi segreti. Una volta pronto a combattere, l'impero di Vers dichiara guerra al suo pianeta d'origine e nel 1999 una battaglia sulla superficie lunare provoca inaspettatamente l'esplosione della porta spaziotemporale. Buona parte della Luna viene polverizzata e i detriti che si accumulano intorno alla Terra formano una cintura asteroidale. Isolato da Marte, l'esercito dell'impero di Vers firma una tregua con il pianeta terrestre e posiziona le sue stazioni spaziali all'interno della cintura di detriti. Quindici anni più tardi però, nel 2014, la principessa di Vers subisce un attentato durante una missione di pace sulla Terra e l'impero reagisce invadendo il pianeta con l'intenzione di conquistarlo una volta per tutte.

## Personaggi

### Personaggi principali

Il protagonista Inaho Kaizuka

Inaho Kaizuka (界塚 伊奈帆?, Kaizuka Inaho)
Doppiato da: Natsuki Hanae
Uno studente liceale della Terra che vive da solo insieme a sua sorella maggiore sin dalla morte dei loro genitori. Sembra essere piuttosto apatico, ma col passare del tempo le sue emozioni si manifestano in maniera sempre più cristallina. È anche dotato di una grande intelligenza: è il primo della sua classe a scuola e, dopo l'invasione dell'impero di Vers, si dimostra essere l'unico in grado di affrontare i catafratti marziani con l'elaborazione di strategie vincenti, anche nel bel mezzo delle battaglie. A differenza degli altri membri della sua squadra, che usano il catafratto KG-7 Areion, Inaho continua ad usare il modello d'allenamento KG-6 Sleipnir perché più maneggevole. Dopo che viene quasi ucciso da Slaine, il suo occhio sinistro viene sostituito da uno bionico e, inoltre, si scopre anche che ha ricevuto l'agente di attivazione dell'impulso Aldnoah quando ha fatto la respirazione bocca a bocca ad Asseylum.
Slaine Troyard (スレイン・トロイヤード?, Surein Toroiyādo)
Doppiato da: Kenshō Ono
Un terrestre al servizio dell'impero di Vers sotto l'osservazione del cavaliere Cruhteo. È un caro amico della principessa Asseylum, la quale gli ha salvato la vita cinque anni prima dell'inizio della storia. Prova qualcosa verso di lei e, quando scopre che nonostante l'attentato è ancora viva da qualche parte sulla Terra, escogita subito un piano per raggiungerla ed assicurarsi della sua incolumità. Più tardi viene nominato cavaliere orbitale dal conte Saazbaum, pilotando come catafratto il Tharsis una volta appartenuto a Cruhteo. Dopo che Saazbaum lo fa diventare il suo successore, uccide quest'ultimo a tradimento nel bel mezzo di una battaglia contro i terrestri per diventare conte e, allo stesso tempo, vendicarsi di ciò che egli aveva fatto ad Asseylum.
Asseylum Vers Allusia (アセイラム・ヴァース・アリューシア?, Aseiramu Vāsu Aryūshia)
Doppiata da: Sora Amamiya
La prima principessa dell'impero di Vers. All'inizio della serie decide di sua spontanea volontà di fare visita ai terrestri in una missione di pace, ma al suo arrivo viene presa di mira da un attacco terroristico e di conseguenza si presume sia rimasta uccisa nel corso dell'attentato. In realtà Asseylum non ha proprio partecipato al corteo, in quanto non si era sentita bene durante l'atterraggio sulla Terra, ma a causa del malinteso i marziani ottengono comunque una scusa per invadere il pianeta. Siccome si sente in colpa per le conseguenze delle sue azioni, più tardi la ragazza decide di aiutare Inaho e gli altri terrestri schierandosi dalla loro parte. Dopo che viene quasi uccisa da Saazbaum, Slaine le salva la vita tenendola in uno stato di animazione sospesa. Una volta risvegliatasi, la sua situazione viene tenuta segreta a tutti tranne che a Slaine e a Eddelrittuo, finché non viene poi scoperta anche da sua sorella Lemrina.

### Unione terrestre
Inko Amifumi (網文 韻子?, Amifumi Inko)
Doppiata da: Mikako Komatsu
Un'amica d'infanzia e compagna di classe di Inaho che ha una cotta per lui. È un membro del comitato del consiglio studentesco, nonché più tardi un membro della squadra di Inaho.
Rayet Areash (ライエ・アリアーシュ?, Raie Ariāshu)
Doppiata da: Sachika Misawa
Una ragazza di Shinawara che è la figlia di uno dei terroristi marziani che fanno l'attentato alla principessa. Dopo che suo padre e i suoi compagni cospiratori vengono uccisi da Trillram, si schiera dalla parte dei terrestri per vendicarsi di tutti i marziani. Più tardi diventa un membro della squadra di Inaho.
Calm Craftman (カーム・クラフトマン?, Kāmu Kurafutoman)
Doppiato da: Taishi Murata
Un amico e compagno di classe di Inaho. Nonostante il nome, è un tipo molto rumoroso e allegro, che tuttavia non esita a giurare vendetta contro tutti i marziani dopo la morte di Okisuke ad opera di Trillram. Successivamente viene assegnato al reparto manutenzione dei catafratti.
Nina Klein (ニーナ・クライン?, Nīna Kurain)
Doppiata da: Ai Kakuma
La migliore amica di Inko che sta nella stessa classe di Inaho. Proviene dallo stesso paese di Calm che fu duramente colpito dall'Heaven's Fall e più tardi diventa un membro dell'equipaggio della Deucalion.
Okisuke Mikuni (箕国 起助?, Mikuni Okisuke)
Doppiato da: Yoshitaka Yamaya
Un amico e compagno di classe di Inaho. I suoi amici lo chiamano Okojo (オコジョ?). Viene disintegrato dallo scudo del catafratto di Trillram mentre tenta di salvare Yuki.
Kisaki Matsuribi (祭陽 希咲?, Matsuribi Kisaki)
Doppiato da: Kengo Kawanishi
Uno studente liceale di Shinawara più grande di Inaho. È uno dei volontari della squadra di soccorso del tenente Marito.
Yūtarō Tsumugi (詰城 祐太朗?, Tsumugi Yūtarō)
Doppiato da: Sōma Saitō
Uno studente liceale di Shinawara più grande di Inaho. È un amico di Kisaki che si offre anche lui come volontario per la squadra di soccorso del tenente Marito.
Yuki Kaizuka (界塚 ユキ?, Kaizuka Yuki)
Doppiata da: Sayaka Ōhara
La sorella maggiore di Inaho che vive da sola insieme a lui. È un'istruttrice del liceo frequentato dal fratello, nonché un warrant officer dell'esercito dell'Unione terrestre. Si preoccupa costantemente per Inaho, ma ogni volta fa il possibile per supportarlo. Dopo che egli rischia seriamente la vita dopo la battaglia di Novosterisk, abbandona l'equipaggio della Deucalion per diciannove mesi.
Koichirō Marito (鞠戸 孝一郎?, Marito Koichirō)
Doppiato da: Kazuya Nakai
Un militare dell'esercito dell'Unione terrestre che ha il grado di tenente e che, come Yuki, fa da istruttore al liceo frequentato da Inaho. È un veterano della guerra del 1999 che ha assistito di persona al potere dell'Aldnoah. Nonostante abbia scritto un rapporto sugli eventi realmente accaduti quindici anni prima, il governo ha preferito non rivelare mai queste informazioni al pubblico, in quanto poi si sarebbe venuta a sapere la verità sul divario tecnologico tra le forze terrestri e quelle marziane. Ha il vizio di bere per offuscare i suoi ricordi del passato, in particolare di quando ha dovuto sparare al suo migliore amico John Humeray durante la battaglia di Tanegashima.
Sōma Yagarai (耶賀頼 蒼真?, Yagarai Sōma)
Doppiato da: Kōsuke Toriumi
Un dottore che vive nella città di Shinawara, nonché un amico di Marito. Aiuta quest'ultimo a superare i suoi traumi del passato.
Darzana Magbaredge (ダルザナ・マグバレッジ?, Daruzena Magubarejji)
Doppiata da: Ai Kayano
Un capitano, in seguito colonnello, dell'esercito dell'Unione terrestre che aiuta Marito a far evacuare i civili di Shinawara quando Inaho e i suoi amici distraggono Trillram. Più tardi si scopre che Magbaredge è solo il cognome della sua famiglia adottiva e che lei è in realtà la sorella minore del migliore amico di Marito, John Humeray, il quale morì nella battaglia di Tanegashima avvenuta poco prima dell'Heaven's Fall.
Kaoru Mizusaki (不見咲 カオル?, Mizusaki Kaoru)
Doppiata da: Yū Shimamura
L'assistente delegato del capitano Magbaredge. Assume il comando della missione di scorta dei rifugiati, quando Darzana si offre come volontaria per aiutare Marito. Pur essendo una sua sottoposta, è amica di Darzana, che le dà spesso consigli d'amore anche nel bel mezzo delle battaglie.
Shigō Kakei (筧 至剛?, Kakei Shigō)
Doppiato da: Makoto Furukawa
Un militare dell'esercito dell'Unione terrestre che ha il grado di sergente. È uno dei volontari della squadra di soccorso del tenente Marito.

### Impero di Vers
Eddelrittuo (エデルリッゾ?, Ederurizzo)
Doppiata da: Inori Minase
Una giovane ragazza marziana. È la cameriera di Asseylum e una sua servitrice devota. Ha l'abitudine di chiamare la sua padrona "principessa" e per questo motivo rischia più volte di farla smascherare dai terrestri durante il periodo in cui le due si mimetizzano tra i superstiti di Shinawara. È molto formale e si arrabbia quando gli altri si prendono troppa confidenza con Asseylum. Dopo che Asseylum si trova in uno stato di animazione sospesa, passa al servizio di sua sorella Lemrina.
Cruhteo (クルーテオ?, Kurūteo)
Doppiato da: Shō Hayami
Un conte dell'impero di Vers e uno dei cavalieri marziani che tiene d'occhio Slaine e che non esita a picchiarlo per qualsiasi piccolo errore commesso. È un amico di Saazbaum, ma non sembra essere a conoscenza del fatto che egli è uno dei cospiratori dietro il tentativo di assassinio della principessa. Dopo aver torturato brutalmente Slaine per scoprire la ragione delle sue azioni, capisce che Asseylum è ancora viva da qualche parte sulla Terra e che il suo attentato è stato pianificato in realtà da una cerchia di traditori. Egli chiede dunque perdono a Slaine per ciò che gli ha fatto, giurandogli che troverà tutti i cospiratori, ma poco dopo viene attaccato e ucciso da Saazbaum. Successivamente il suo catafratto, il Tharsis, che è in possesso di abilità precognitive, viene affidato da Saazbaum a Slaine.
Saazbaum (ザーツバルム?, Zātsubarumu)
Doppiato da: Tōru Ōkawa
Un conte dell'impero di Vers e uno dei cavalieri marziani amico di Cruhteo. È sempre stato desideroso di riprendere la guerra contro la Terra, tanto che è stato lui ad organizzare la cospirazione che ha poi portato al tentativo di assassinio della principessa Asseylum. Pilota il catafratto Dioscuria e lo usa per attaccare il castello d'approdo di Cruhteo nel momento in cui si rende conto di essere stato quasi scoperto. Dopo aver ucciso Cruhteo prima che potesse raggiungere il suo catafratto, cattura Slaine per poi ritirarsi velocemente. Quando Slaine si risveglia nel suo castello d'approdo, egli gli rivela di essere in debito con suo padre e che per questo motivo non ha intenzione di ucciderlo a meno che non si metta sulla sua strada. Il cavaliere marziano gli svela inoltre che la guerra contro la Terra non è altro che una sua vendetta personale contro la stirpe reale colpevole della morte di Orlane, la donna di cui era innamorato e che morì durante l'Heaven's Fall. Il suo Dioscuria possiede la barriera del Nilokeras, la katana dell'Argyre e i pugni a razzo dell'Hellas, ma viene comunque sconfitto da Inaho, il quale sfrutta ogni sua debolezza. Successivamente, pur avendo sparato ad Asseylum, viene risparmiato da Slaine in cambio della salvezza della principessa.
Diciannove mesi dopo la battaglia in Russia, adotta Slaine e lo fa diventare il suo successore. Tuttavia, poco dopo, viene tradito e ucciso per vendetta proprio da lui nel corso di una battaglia contro i terrestri.
Trillram (トリルラン?, Toriruran)
Doppiato da: Takahiro Sakurai
Un cavaliere marziano e un barone dell'impero di Vers che si diverte ad uccidere i terrestri. Fa parte della cerchia di traditori che organizzano l'attentato alla principessa. Una volta giunto col suo catafratto Nilokeras sulla Terra, procede con l'eliminazione dei terroristi per evitare che qualcuno possa scoprire la verità dietro l'inizio della guerra. Tuttavia poco dopo viene sconfitto dalla strategia di Inaho e, quando si lascia sfuggire davanti a Slaine che il piano dell'assassinio della principessa era stato orchestrato da lui e da altri marziani, questi gli ruba la pistola e lo uccide in preda alla rabbia.
Vlad (ブラド?, Burado)
Doppiato da: Hiroki Yasumoto
Un cavaliere marziano all'inseguimento dei sopravvissuti di Shinawara. Pilota un catafratto di nome Argyre che è armato con un fascio di energia a forma di katana, il quale è capace di tagliare ogni cosa e di deviare persino i proiettili esplosivi. È costretto a ritirarsi dopo essere stato sconfitto da Inaho, Calm ed Inko, ma poco dopo ritorna all'attacco per riscattare l'onta subita. In questa occasione viene ucciso da Inaho, il quale fa cadere il suo catafratto in mare per farlo saltare in aria tramite un'esplosione a vapore causata proprio dall'incredibile energia della sua stessa arma.
Femieanne (フェミーアン?, Femīan)
Doppiata da: Yuki Kaida
Una contessa dell'impero di Vers e un cavaliere marziano che affronta i sopravvissuti di Shinawara una volta arrivati a Tanegashima. Pilota un catafratto di nome Hellas che è in grado di sparare i suoi sei bracci meccanici come missili, ma che oltre a ciò non ha nessun altro tipo di arma e che quindi è piuttosto vulnerabile agli attacchi ravvicinati. Dopo che ogni braccio le viene distrutto dal gioco di squadra di Slaine e Inaho, Femieanne trasforma Hellas in una piattaforma volante dotata di sei motori, ma prima di poter colpire i suoi nemici viene subito annientata dalla gigantesca nave da guerra Deucalion controllata da Asseylum, per poi ricevere infine il colpo di grazia da Rayet.
Orlane (オルレイン?, Orurein)
Doppiata da: Mamiko Noto
Una viscontessa dell'impero di Vers e un cavaliere marziano che era la promessa sposa di Saazbaum. Pilotava il gigantesco catafratto Deucalion, in possesso di poteri antigravitazionali. È morta durante l'Heaven's Fall quando lei e Saazbaum furono mandati a Tanegashima in ricognizione e il suo dispositivo antigravità rimase danneggiato con la caduta dell'Hyper Gate. L'impulso Aldnoah del suo catafratto è stato poi usato dall'Unione terrestre per creare la corazzata volante Deucalion.
Yacoym (ヤーコイム?, Yākoimu)
Doppiato da: Kazuyuki Okitsu
Un barone dell'impero di Vers e un cavaliere marziano che attacca la Deucalion mentre è ancora sotto riparazioni. Pilota il catafratto Elysium, che può congelare qualsiasi cosa nel raggio di un chilometro e che può deviare i proiettili grazie all'effetto Meissner-Ochsenfeld. È il primo nemico che viene sconfitto da Inaho dopo il suo periodo di convalescenza.
Harklight (ハークライト?, Hākuraito)
Doppiato da: Daisuke Hirakawa
Un subordinato dei cavalieri marziani che, pur essendo più anziano di lui, viene assegnato a Slaine, nei confronti del quale prova una forte ammirazione, essendo anche lui di origini umili. Più tardi riceve il catafratto Herschel di Marylcian da Slaine come suo braccio destro. Nell'ultima battaglia, lui e il plotone Stygis si rifiutano di abbandonare Slaine quando questi ordina la ritirata.
Marylcian (マリルシャン?, Marirushan)
Doppiato da: Susumu Chiba
Un conte dell'impero di Vers e un cavaliere marziano che guarda Slaine dall'alto verso il basso per le sue origini terrestri, soprattutto dopo la sua nomina a conte. In cerca di un pretesto per umiliarlo, sfida Slaine a duello per scoprire chi tra i due è veramente degno di proteggere la principessa Asseylum come suo guardiano.
Barouhcruz (バルークルス?, Barukurusu)
Doppiato da: Ryōta Takeuchi
Un conte dell'impero di Vers e un cavaliere marziano che sembra andare d'accordo con Marylcian. Dopo che Saazbaum viene ucciso, lui e Marylcian iniziano a sospettare fortemente di Slaine, ma non possono accusarlo di nulla poiché non trovano prove contro di lui. Più tardi ricopre il ruolo di testimone nel corso del duello tra Marylcian e Slaine. Pilota il catafratto Octantis, che usa un paio di dischi rotanti affilati, attaccati a dei fili, per combattere e per deviare i proiettili. Sebbene non sia stato dalla parte di Slaine sin dall'inizio, alla fine sceglie di unirsi ad Harklight e al resto del plotone Stygis per continuare a combattere, piuttosto che ritirarsi.
Mazuurek (マズゥールカ?, Mazū~ruka)
Doppiato da: Toshiyuki Toyonaga
Un cavaliere marziano che viene contattato da Barouhcruz e Marylcian. Non prova alcun odio nei confronti dei terrestri, ma è interessato piuttosto alle risorse naturali della Terra. Pilota un catafratto chiamato Sirenum che è in grado di generare un potente tornado gravitazionale intorno a lui, ma viene sconfitto e catturato da Marito con l'aiuto di Inaho. Dopo averlo interrogato ed aver capito il suo interesse genuino nei confronti della Terra, Inaho decide di confidarsi con lui, rivelandogli non solo tutta la verità sul tentativo di assassinio di Asseylum, ma anche i suoi sospetti riguardo all'impostora che ha preso il suo posto. Più tardi viene liberato da Inaho e Rayet, promettendo in cambio di trovare e proteggere la vera principessa Asseylum.
Selnakis (セルキナス ?, Serukinasu)
Doppiato da: Hiromichi Tezuka
Un conte dell'impero di Vers e un cavaliere marziano che atterra col suo castello d'approdo a New Orleans. Pilota il catafratto Solis, che può sparare due colpi al plasma alla volta in grado di fendere ogni cosa. Viene ucciso dalla Deucalion quando Inaho sfrutta la sua incapacità di sparare oltre l'orizzonte a causa della curvatura della Terra.
Zebrin (ゼブリン?, Zeburin)
Doppiato da: Ryūichi Kijima
Un conte dell'impero di Vers e un cavaliere marziano che collabora con il conte Orga e la contessa Rafia. Pilota il catafratto Electris, che è in grado di controllare l'elettricità e di sparare forti scariche elettriche sui nemici. Viene ucciso da Inaho quando questi riesce ad ottenere il suo stesso potenziale elettrico e quindi ad avvicinarsi abbastanza da colpirlo.
Rafia (ラフィア?)
Doppiata da: Hitomi Nabatame
Una contessa dell'impero di Vers e un cavaliere marziano che collabora con il conte Orga e il conte Zebrin. Pilota il catafratto Scandia, che è in grado di diventare invisibile senza lasciare ombra od emettere alcun calore, e che è armato con balestra e frecce esplosive. Viene uccisa da Yuki quando il suo catafratto viene scovato grazie all'utilizzo di fumogeni e quindi distrutto dal suo fucile da cecchino ad alta potenza.
Orga (オルガ?, Oruga)
Doppiato da: Kenta Miyake
Un conte dell'impero di Vers e un cavaliere marziano che collabora con la contessa Rafia e il conte Zebrin. Pilota il catafratto Ortygia, che è in grado di moltiplicarsi all'infinito grazie al teletrasporto quantistico. Così facendo, ogni suo doppione equivale all'originale, ragion per cui per essere sconfitto è necessario che ogni unità venga distrutta allo stesso momento. Viene ucciso da Inaho quando questi prende il controllo di tutti i catafratti terrestri con il suo occhio bionico e fa fuoco contemporaneamente su tutte le copie.
Klancain (クランカイン?, Kurankain)
Doppiato da: Ryōta Ōsaka
Il figlio maggiore del conte Cruhteo, il quale parte da Marte con l'intenzione di verificare di persona le vere intenzioni di Slaine. A differenza di suo padre, è umile e cordiale, ma sa anche essere acuto e perspicace. È ancora fedele all'imperatore Rayvers e salva la vita alla principessa Asseylum quando questi si trova in pericolo contro gli assassini dell'Unione terrestre. Più tardi aiuta Asseylum a parlare un'ultima volta con suo nonno e, per rafforzare la sua posizione come nuova imperatrice, diventa il suo promesso sposo.
Rayregalia Vers Rayvers (レイレガリア・ヴァース・レイヴァース?, Reiregaria Vāsu Reivāsu)
Doppiato da: Shinji Ogawa, Takayuki Sugō (episodio 23)
L'imperatore di Vers e il nonno della principessa Asseylum. Ha fondato l'impero nel 1972 quando la tecnologia Aldnoah lo ha riconosciuto come suo nuovo padrone ed ha impresso l'agente di attivazione nei suoi geni, conferendogli l'autorità massima. Tutti i suoi discendenti possiedono il suo stesso potere ed egli può anche condividerne una quantità limitata con altre persone in cambio della loro lealtà. Nel 1997 si è poi ritirato a vita privata a causa di problemi di salute, ma sfortunatamente il figlio ed erede Gilzeria è rimasto ucciso nella guerra del 1999, ragion per cui nello stesso anno è dovuto ritornare sul trono. Nel 2014, ormai stanco e confinato a letto, viene manipolato da Saazbaum, il quale lo convince a fargli riprendere ufficialmente la guerra contro la Terra, facendogli credere che sua nipote è morta per davvero e che Slaine è in realtà una spia dei terrestri. Dopo diciannove mesi, la sua salute peggiora a tal punto da non essere più in grado di governare. Prima di morire, parla un'ultima volta con Asseylum, ricordandosi come trovò la tecnologia dell'Aldnoah e come desiderò usarla per il bene dell'umanità.
Lemrina Vers Envers (レムリナ・ヴァース・エンヴァース?, Remurina Vāsu Envāsu)
Doppiata da: Shiina Natsukawa
La seconda principessa dell'impero di Vers, ossia l'altra nipote di Rayregalia e la sorellastra più piccola di Asseylum. Condivide la stessa linea paterna di quest'ultima, ma è figlia di un'altra donna. Pur odiando il suo retaggio regale, in quanto si sente come se fosse un mero strumento per l'attivazione dell'Aldnoah, continua la sua missione contro la Terra e fa amicizia con Slaine, di cui alla fine si innamora. Il suo compito è quello di farsi passare per Asseylum, incitando i marziani a continuare la guerra per la conquista del pianeta terrestre. I suoi arti inferiori sono deboli e perciò ha sempre bisogno di una sedia a rotelle per spostarsi, tranne quando si trova in ambienti a bassa gravità.

## Media

### Anime
Annunciata ufficialmente il 15 febbraio 2014 da Nitroplus, la serie televisiva anime, ideata da Gen Urobuchi e diretta da Ei Aoki per gli studi di animazione A-1 Pictures e Troyca, è andata in onda sulle televisioni giapponesi, divisa in due parti da dodici episodi l'una, rispettivamente dal 5 luglio 2014 al 20 settembre 2014 e dal 10 gennaio al 28 marzo 2015. In America del Nord è stata trasmessa in streaming in simulcast da Aniplex of America su Aniplex Channel, Crunchyroll, Hulu e Daisuki, mentre in Australia i diritti di streaming sono stati acquistati da Hanabee.

#### Episodi
| Nº | Titolo italiano (traduzione letterale) Giapponese 「Kanji」 - Rōmaji | In onda           | In onda |
| Nº | Titolo italiano (traduzione letterale) Giapponese 「Kanji」 - Rōmaji | Giapponese        |         |
| 1  | La principessa di Marte - Principessa di Vers 「火星のプリンセス -Princess of VERS-」 - Kasei no purinsesu -Princess of Vers- | 5 luglio 2014     |         |
| 1  | Durante la missione Apollo 17 viene trovata sulla Luna una tecnologia antica nota come l'Hypergate, che permette agli esseri umani di raggiungere Marte e colonizzare il pianeta. Dopo aver trovato altre tecnologie antiche chiamate "Aldnoah" su Marte, i coloni fondano l'impero di Vers e rivendicano il possesso di ogni cosa, ragion per cui i rapporti con la Terra si deteriorano al punto tale che nel 1999 scoppia addirittura una guerra. Nel bel mezzo di una battaglia tra l'Unione terrestre e l'impero di Vers avviene però un evento noto come l'Heaven's Fall: la porta spaziotemporale va fuori controllo e un'esplosione distrugge gran parte della Luna, impedendo ai marziani rimasti di tornare su Marte e costringendoli a una tregua. Quindici anni dopo, la principessa di Vers, Asseylum Vers Allusia, si dirige sulla Terra in una missione di pace nonostante gli avvertimenti del suo amico fidato Slaine e, al suo arrivo sulla superficie terrestre, viene attaccata da alcuni terroristi durante il corteo della delegazione. Il protagonista della serie, Inaho, e alcuni suoi amici assistono a tutta la scena dove la limousine della principessa, pur riuscendo in un primo momento ad evitare l'attacco, viene poi distrutta da una seconda raffica di missili. Ovviamente intenzionati a vendicarsi, i cavalieri marziani di Vers non perdono tempo e l'invasione della Terra ha subito inizio. |                   |         |
| 2  | Il giorno più lungo della Terra - Al di là dell'orizzonte 「地球の一番長い日 -Beyond the Horizon-」 - Chikyū no ichiban nagai hi -Beyond the Horizon- | 12 luglio 2014    |         |
| 2  | L'invasione marziana inizia con i castelli d'approdo che si schiantano su New Orleans, Maputo, Pechino e Tokyo, dove i catafratti di Vers cominciano ad annientare i difensori terrestri. A Shinawara, mentre si prepara ad evacuare, Inaho nota due ragazze rimaste ancora in città e le avverte del pericolo imminente. Tuttavia, la ragazza più alta lo atterra e gli impedisce di muoversi, per poi chiedergli il perché dell'evacuazione. Inaho le risponde che, a causa dell'assassinio della principessa Asseylum, i marziani hanno già dato inizio alla conquista della Terra, ma la ragazza gli rivela che in realtà Asseylum è ancora viva: essendosi sentita male per il cambio di gravità, una sosia era stata mandata in sua vece apposta per il corteo. Nel frattempo i terroristi che avevano portato a termine l'attentato si scoprono essere dei lealisti di Vers, i quali vengono prontamente uccisi dal barone Trillram dell'impero per assicurarsi che la verità non si venga mai a sapere. Una ragazza terrorista, di nome Rayet, sopravvive però allo sterminio e viene portata in salvo dallo squadrone del sottotenente Marito a costo della vita di tre soldati. Inaho, dopo aver accolto Rayet e sua sorella Yuki a bordo di un VTT, riesce dunque a fuggire via insieme ai suoi amici e alle due misteriose ragazze di prima, ma non senza che il suo amico Okisuke cada dal veicolo e venga disintegrato dallo scudo di Trillram. Appena dopo essersi rifugiati in un tunnel, Marito contatta Inaho per esporgli il suo piano e gli ordina di attirare l'attenzione di Trillram per far guadagnare più tempo all'evacuazione. |                   |         |
| 3  | I ragazzi nel campo di battaglia - Lo scaglione dei bambini 「戦場の少年たち -The Children's Echelon-」 - Senjō no shōnen-tachi -The Children's Echelon- | 19 luglio 2014    |         |
| 3  | Dopo essersi rifugiati all'interno della scuola, Inaho e i suoi amici si preparano a distrarre il catafratto nemico, in modo da dare più tempo a Marito per organizzare un piano per far evacuare gli studenti e i civili. Tuttavia Inaho, ben risoluto a non essere una mera distrazione, elabora una strategia per affrontare il barone Trillram e il suo mecha apparentemente invincibile. Una delle due ragazze misteriose e Rayet, sentendosi entrambe responsabili della situazione attuale, si offrono volontarie per guidare il camion-esca, e così l'operazione ha inizio. Mentre Marito, supportato dal colonnello Magbaredge, forma una squadra di soccorso e salva i civili nella zona, Inaho e i suoi amici Calm e Inko tengono impegnato Trillram, finché questi non riesce finalmente a raggiungere il camion su un ponte. A questo punto la ragazza sconosciuta rivela di essere Asseylum e, mentre Trillram non riesce a credere che la principessa sia ancora viva, Inko fa crollare il ponte e, grazie all'acqua che viene disintegrata dal suo scudo, Calm riesce ad individuare l'unica parte del catafratto che non assorbe il liquido, punto debole che Inaho attacca prontamente uscendo allo scoperto alle sue spalle. Mentre Inaho e i suoi compagni si riuniscono e festeggiano la vittoria, Slaine va a recuperare Trillram per fuggire insieme a lui. Tuttavia il barone, in un momento di rabbia, si lascia sfuggire che l'attentato della principessa era stato pianificato sin dall'inizio da lui e da un gruppo di traditori marziani: da qui la sua necessità di ucciderla il più in fretta possibile. Sconvolto dalla rivelazione, Slaine gli ruba la pistola e lo uccide sparandogli più volte. |                   |         |
| 4  | Il cavaliere all'inseguimento - Punto di non ritorno 「追撃の騎士 -Point of No Return-」 - Tsuigeki no kishi -Point of No Return- | 26 luglio 2014    |         |
| 4  | Mentre Inaho e gli altri superstiti evacuano la zona a bordo di una nave del colonnello Magbaredge, i marziani radono al suolo Shinawara bombardando la città. Poco dopo, la principessa Asseylum si presenta ufficialmente a Inaho e Rayet in segreto per spiegargli la situazione e chiedergli aiuto, in modo tale da contattare Vers il prima possibile per porre fine alla guerra. Siccome però il jamming dei marziani impedisce le comunicazioni terrestri a lungo raggio, Inaho propone allora di consultarsi con gli altri per trovare una struttura sicura da dove potersi mettere in contatto con Vers, ma Eddelrittuo, la seconda delle due ragazze misteriose e cameriera di Asselyum, gli chiede di mantenere il segreto sulla vera identità della principessa, per il semplice motivo che sulla nave vi è probabilmente una spia in combutta con gli attentatori. Nel frattempo Slaine fa rapporto al conte Cruhteo e lo informa della morte di Trillram, dichiarando che questi è rimasto vittima del bombardamento a tappeto. Il marziano di origine terrestre però, nel dubbio che anche il suo padrone possa essere coinvolto nella cerchia di traditori, decide di non rivelargli il fatto che la principessa è ancora viva e, piuttosto, preferisce pensare a un piano per assicurarsi di salvarla. Più tardi, di sera, i superstiti di Shinawara vengono attaccati da Vlad, un altro cavaliere marziano che era sulle loro tracce. Asseylum, in un gesto disperato, è sul punto di uscire allo scoperto e rischiare il tutto per tutto, ma Inaho la ferma e, con l'aiuto di Calm e Inko, affronta il catafratto nemico, elaborando rapidamente una nuova strategia. I tre riescono così a guadagnare abbastanza tempo da far arrivare il resto della flotta di Magbaredge, condotta dalla sua assistente Mizusaki, che costringe Vlad alla ritirata, e mentre l'equipaggio si riorganizza per riprendere il viaggio, nello spazio Slaine si reca di nuovo da Cruhteo per pregarlo affinché anch'egli possa scendere in battaglia.                                      |                   |         |
| 5  | Davanti a una platea - L'illusione dell'imperatore 「謁見の先で -Phantom of The Emperor-」 - Ekken no saki de -Phantom of The Emperor- | 2 agosto 2014     |         |
| 5  | L'imperatore di Vers, Rayregalia Vers Rayvers, sospende le ostilità con l'Unione terrestre ed emana l'ordine di indagare sulla verità dietro la morte della nipote. Intanto il conte Saazbaum, un membro della cerchia dei traditori, viene a sapere da Cruhteo che Trillram è rimasto ucciso dal bombardamento a tappeto di Shinawara, ragion per cui, sospettoso, gli chiede quale sia stata l'ultima persona che lo ha visto prima che morisse. Poco dopo, mentre viene annunciato l'armistizio sulla Terra e Cruhteo fa visita all'imperatore per convincerlo a fargli riprendere il conflitto, Saazbaum scopre che il catafratto di Trillram è stato abbandonato dopo essere stato danneggiato gravemente e perciò ordina a un suo sottoposto di tenere sotto controllo Slaine. Nel frattempo, nonostante la tregua, Vlad attacca nuovamente la flotta del colonnello Magbaredge per riscattarsi dell'onta subita ed anche stavolta risulta necessario l'intervento di Inaho, il quale non esita a scendere anche lui in battaglia. Il ragazzo devia le lame di energia del catafratto nemico grazie a due placche di armatura fatte di esplosivo e, così facendo, riesce subito a bloccare l'avversario afferrandolo per le braccia. Alla richiesta di far inclinare la nave, Magbaredge ordina immediatamente a Mizusaki di far allagare la stiva e Inaho sfrutta la pendenza della superficie per far scivolare entrambi i robot in mare. Mentre Inaho esegue l'espulsione d'emergenza, Vlad viene trascinato in acqua insieme al suo catafratto, le cui lame provocano un'esplosione di vapore che porta il cavaliere alla sua stessa sconfitta, questa volta definitiva. Nel frattempo Slaine trova un modo per raccontare finalmente tutta la verità all'imperatore, ma Saazbaum, essendo riuscito a precederlo, lo fa apparire agli occhi del sovrano come una mera spia dei traditori, ecco perché Vers riprende la guerra con il pianeta terrestre. |                   |         |
| 6  | L'isola della memoria - La suite del passo d'acciaio 「記憶の島 -Steel Step Suite-」 - Kioku no shima -Steel Step Suite- | 9 agosto 2014     |         |
| 6  | Dopo la dichiarazione di guerra dell'imperatore di Vers, mentre Slaine fugge dal castello orbitale di Cruhteo, Magbaredge annuncia ai sopravvissuti di Shinawara che sono stati appena arruolati nell'esercito dell'Unione terrestre. La nave procede quindi verso la base di Tanegashima per effettuare le dovute riparazioni e, nel corso della preparazione dell'equipaggio, Inaho viene a sapere da Marito che quindici anni prima anche lui aveva affrontato un catafratto marziano sulla Terra, ma che quella battaglia fu uno sterminio a causa della superiorità del cosiddetto "impulso Aldnoah". Poco dopo, Inaho incontra Asseylum sul ponte della nave e le chiede che cosa sia esattamente questo impulso. La principessa gli risponde che è una tecnologia molto antica appartenuta a una civiltà estinta su Marte, la quale accettò come suo nuovo padrone il dottor Rayregalia Vers Rayvers quando questi la risvegliò. Gli unici a poterla attivare sono quindi solo coloro che portano gli stessi geni di suo nonno, il quale però concesse l'agente di attivazione anche ai cavalieri dell'impero in cambio della loro fedeltà. Nel frattempo Marito scopre che Magbaredge è in realtà la sorella minore del suo migliore amico, John Humeray, il quale morì anni prima proprio a Tanegashima. Tuttavia, neanche il tempo di continuare la discussione che la nave viene subito attaccata da Femieanne, un altro cavaliere marziano che controlla l'area. La situazione diventa ben presto critica e Femieanne, stancatasi di giocare con la sua preda, lancia quattro bracci volanti del suo catafratto verso la nave dei superstiti per abbatterla definitivamente. Inaho, con l'aiuto di Yuki ed Inko, riesce a deviarne tre ma, dopo aver finito le munizioni, l'impatto del quarto sembra inevitabile. Fortunatamente Slaine arriva giusto in tempo a bordo di un aeroplano marziano per intercettare anche l'ultimo. |                   |         |
| 7  | L'incontro dei due - I ragazzi della Terra 「邂逅の二人 -The Boys of Earth-」 - Kaigō no futari -The Boys of Earth- | 16 agosto 2014    |         |
| 7  | Mentre Saazbaum tiene d'occhio la posizione di Slaine e scopre che questi si è recato a Tanegashima, Femieanne non si dà per vinta e continua ad attaccare la nave di Magbaredge sempre con i bracci meccanici del suo catafratto. Nel frattempo però Inaho capisce che l'aiuto di Slaine è fondamentale per la vittoria contro il cavaliere marziano, ragion per cui ordina agli altri di non attaccarlo e, anzi, di collaborare con lui per tutta la durata della battaglia. Dopo che uno dei bracci deviati fa crollare alcune rocce della baia e scopre una galleria segreta dell'isola, Magbaredge ordina ai suoi uomini di spostare la nave al suo interno per poi ostruirne l'unica entrata, lasciando quindi fuori a tenere impegnata Femieanne soltanto lo squadrone Mustang, ovvero Inaho, Yuki ed Inko. A questo punto Inaho, assicuratosi della sicurezza degli altri superstiti, decide finalmente di passare al contrattacco e, dopo essersi agganciato all'aeroplano di Slaine, inizia a distruggere un braccio volante alla volta sfruttando la loro vulnerabilità ai proiettili durante il movimento delle dita. Nello stesso momento Magbaredge viene invece informata che la galleria è in realtà una vecchia base dell'Unione terrestre di cui nessuno era a conoscenza: qui l'equipaggio non solo trova i resti del catafratto marziano che aveva annientato la squadra di Marito quindici anni prima, ma individua anche una nave da guerra volante dell'impero di Vers che era stata abbandonata a quel tempo sull'isola. Perseguitata dal senso di colpa di essere stata la causa della guerra, Asseylum decide allora di mettere il suo potere al servizio della Terra e di riattivare l'impulso Aldnoah della macchina, anche se ciò le fa rivelare la sua vera identità a tutti. Forti di questa nuova arma, i terrestri annientano quindi Femieanne in un attimo e Inaho, dopo aver dichiarato che dopotutto anche Slaine è un suo nemico, abbatte il suo aeroplano e lo fa precipitare in mare.                                                                |                   |         |
| 8  | Il giorno che vedemmo un uccello - Passato e presente 「鳥を見た日 -Then and Now-」 - Tori o mita hi -Then and Now- | 23 agosto 2014    |         |
| 8  | Ora a bordo della nave Deucalion, Magbaredge ascolta la storia di Asseylum e stenta a credere al fatto che i cavalieri orbitali siano stati gli autori del suo attentato, ma alla fine il colonnello accetta di proteggere la principessa nemica fino al loro arrivo nel quartier generale dell'Unione terrestre in Russia. Poco dopo Asseylum ringrazia Inaho sul ponte della nave per averle salvato la vita più volte e, mentre gli parla del suo amore genuino per la Terra derivato dai racconti di un suo amico terrestre, vede per la prima volta un uccello volare alto nel cielo, emozionandosi ed affermando che Slaine le aveva detto la verità anche su questo. Nel frattempo Slaine, catturato dagli uomini di Cruhteo e riportato nel suo castello d'approdo, viene torturato fino allo sfinimento. Cruhteo cerca di scoprire il motivo per cui si è diretto a Tanegashima, ma Slaine non cede al dolore e, mentre si ricorda dei vari momenti della sua infanzia passati insieme ad Asseylum, le rimane fedele fino alla fine. Quando Cruhteo afferma che per il suo presunto tradimento si assicurerà di far provare ai terrestri un terrore ancora più grande, Slaine gli risponde che in realtà anche lui sta solo sfruttando la morte della principessa per i suoi scopi personali. Dopo che i sottoposti di Cruhteo trovano i resti del catafratto di Femieanne sull'isola e scoprono che la Deucalion è stata probabilmente attivata da qualcuno con l'impulso Aldnoah, Saazbaum, che stava controllando la situazione dal suo castello d'approdo, si rende conto che le sue preoccupazioni erano fondate e quindi decide di assicurarsi del silenzio di Slaine con le sue stesse mani. Proprio mentre Cruhteo capisce finalmente ogni cosa ed ordina ai suoi uomini di chiedere un armistizio ai terrestri in cambio del loro aiuto nella ricerca di Asseylum, Saazbaum attacca il suo castello d'approdo con il suo catafratto, il Dioscuria, per ucciderlo e catturare Slaine.                                                                                      |                   |         |
| 9  | Reminiscenza legata all'equipaggiamento - Oscurità visibile 「追憶装置 -Darkness Visible-」 - Tsuioku sōchi -Darkness Visible- | 30 agosto 2014    |         |
| 9  | Slaine si risveglia nel castello d'approdo di Saazbaum, solo per poi scoprire da lui stesso che Cruhteo è morto e che egli è la vera mente che si cela dietro il tradimento contro l'impero. Saazbaum gli rivela però che non ha intenzione di ucciderlo in quanto è in debito con suo padre, il dottor Troyard, il quale lo trovò e gli salvò la vita poco dopo l'Heaven's Fall. Nel frattempo Rayet convince Yuki a farle provare il simulatore virtuale d'addestramento, ma quando la ragazza si trova di fronte a una rappresentazione verosimile del Nikoleras, il catafratto di Trillram che aveva ucciso suo padre, ella perde la lucidità, dimostrando chiaramente di soffrire di DPTS. Poco dopo il dottor Yagarai prende in prestito il programma per aiutare Marito a superare i suoi traumi del passato, anche se inizialmente la rappresentazione virtuale, molto semplice e priva di dettagli, sembra non avere alcun effetto. Tuttavia quando appare il catafratto marziano della battaglia di Tanegashima, Marito rivive per pochi istanti il trauma della morte del suo amico Humeray: egli si ricorda infatti di quando le forze terrestri furono annientate in un attimo dal nemico e proprio lui fu costretto ad uccidere Humeray con un colpo di pistola per impedire che questi bruciasse vivo nel carro armato in cui era bloccato. Intanto Saazbaum spiega a Slaine che la guerra è necessaria per cambiare l'impero: gli abitanti di Vers, pur in possesso della tecnologia Aldnoah, sono costretti a mangiare solo alghe e krill e non sono nemmeno dotati di una grande cultura. Inoltre l'imperatore mantiene il controllo dei suoi sudditi alimentando il loro odio verso i terrestri, ecco perché la stirpe reale è colpevole di aver scatenato la guerra del 1999 che provocò sia l'Heaven's Fall sia la morte della sua amata Orlane. Nel frattempo Rayet perde il controllo ed assale Asseylum sotto la doccia, cosa che fa precipitare la Deucalion a terra.                                                                                              |                   |         |
| 10 | Finché non ci sarà una tempesta - Prima della guerra 「嵐になるまで -Before the War-」 - Arashi ni naru made -Before the War- | 6 settembre 2014  |         |
| 10 | Dopo aver saputo da Eddelrittuo che l'impulso Aldnoah della nave può essere stato disattivato solo dalla principessa in persona, Inaho capisce subito che Asselyum è in pericolo di vita e così arriva giusto in tempo per farle riprendere conoscenza tramite rianimazione cardio-polmonare e defibrillazione. Disperata, Rayet ruba quindi la pistola a Magbaredge per poi rivelare a tutti la sua vera identità di marziana e tentare di convincerli a non fidarsi della principessa, bensì di ucciderla. Asseylum però, ben comprendendo il dolore della ragazza, si mette a piangere per essere stata la causa di tutte le sue sofferenze e così le chiede perdono, sebbene questi sia armata e possa ucciderla subito senza pietà. Pur non riuscendo a capire i suoi sentimenti, Rayet alla fine non trova il coraggio di spararle, ragion per cui tenta invano di suicidarsi per farla finita una volta per tutte. Dopo che Rayet viene presa in custodia dall'equipaggio, grazie ad Asselyum la nave può continuare il suo viaggio, durante il quale il dottor Yagarai ne approfitta per consegnare a Magbaredge un video della terapia di Marito, così da farle capire che l'amico di suo fratello non ha mai avuto nessuna colpa per la morte di quest'ultimo a Tanegashima. Nel frattempo Saazbaum spiega a Slaine che il catafratto ritrovato dai terrestri sull'isola è proprio quello di Orlane: i due infatti erano stati mandati entrambi come ricognitori sulla Terra e, dopo l'Heaven's Fall, solo lui ebbe la fortuna di sopravvivere. Detto ciò, sebbene Asseylum arrivi finalmente con gli altri alla base terrestre russa ed invii un messaggio all'impero di Vers per imporgli una tregua, Saazbaum rivela che la struttura è in realtà controllata da persone fidate e che solo lui è ora a conoscenza della sua posizione. Prima di partire però, il conte mostra a Slaine il catafratto di Cruhteo e gli lascia decidere da che parte schierarsi, ripagando così appieno il debito con suo padre.                                                                 |                   |         |
| 11 | La battaglia di Novosterisk - Vento, neve e stelle 「ノヴォスタリスクの攻防 -Wind, Snow and Stars-」 - Novosutarisuku no kōbō -Wind, Snow and Stars- | 13 settembre 2014 |         |
| 11 | Il castello d'approdo di Saazbaum atterra nei pressi del quartier generale terrestre con l'obiettivo di trovare ed uccidere la principessa Asseylum. I marziani, guidati da Saazbaum in persona, penetrano nella base sotterranea nemica per dare inizio alla battaglia, che provoca subito un gran numero di vittime. Asseylum, rimasta ancora una volta scioccata dagli orrori della guerra, si rende conto che la sua vita non ha alcun valore per i suoi stessi sudditi e così, chiedendosi che cosa possa fare per fermare le ostilità, decide di contattare Inaho per chiedergli il suo aiuto: la principessa gli dice infatti che se riuscisse in qualche modo a raggiungere il nucleo Aldnoah del castello d'approdo nemico, potrebbe sfruttare il suo sangue reale per forzarne lo spegnimento e mettere quindi in una situazione di svantaggio tutti i marziani. Inaho, ritenendo che la proposta di Asseylum possa portare con una buona probabilità di successo alla vittoria, pensa subito a un piano per metterla in atto, ragion per cui la Deucalion, dopo aver fatto salire la principessa a bordo con l'aiuto di Rayet ed Eddelrittuo, decolla velocemente. Appena la nave raggiunge la stratosfera, l'equipaggio lancia diverse esche a forma di robot verso il basso e così, grazie a questo stratagemma, la prima squadra d'assalto, capitanata da Inaho, riesce ad atterrare via HALO sul castello d'approdo di Saazbaum, per poi distruggerne le torrette contraeree e rendere sicura la discesa di Asseylum. Tuttavia, proprio quando la scorta di Asseylum si prepara a saltare, Saazbaum attacca la Deucalion a sorpresa, distruggendole i dispositivi antigravitazionali e facendole perdere quota. In questa situazione critica, Magbaredge decide allora di portare avanti il piano anche a costo della propria vita, ordinando all'equipaggio di far precipitare la nave sul castello d'approdo marziano e trasformando così la caduta in un attacco diretto al nemico.                                                                                       |                   |         |
| 12 | Anche se cade il cielo - La fine dell'infanzia 「たとえ天が堕ちるとも -Childhood's End-」 - Tatoe ten ga ochirutomo -Childhood's End- | 20 settembre 2014 |         |
| 12 | Marito e Magbaredge comunicano ai membri della squadra Mustang che l'equipaggio della Deucalion è sopravvissuto all'impatto, ma che ora devono lasciarli indietro per proseguire da soli col piano. Inaho e gli altri scortano quindi la principessa verso il castello d'approdo marziano, ma Saazbaum torna ancora una volta all'attacco col suo Dioscuria per uccidere Asseylum. Senza avere altra scelta, Inaho decide allora di trattenere Saazbaum da solo, ma durante lo scontro egli si rende subito conto dell'evidente superiorità nemica, in quanto il catafratto del conte marziano è dotato di tutte le abilità di quelli affrontati finora. Intanto, mentre Slaine riesce ad entrare nel catafratto di Cruhteo e ad attivarlo in qualche modo, Asseylum, Yuki ed Inko raggiungono un tunnel segreto che porta direttamente al nucleo Aldnoah del castello d'approdo, solo per poi ritrovarsi davanti Inaho e Saazbaum che precipitano dal soffitto. Apparentemente sconfitto, Inaho sfrutta però l'occasione per colpire i punti deboli del Dioscuria e mettere in seria difficoltà Saazbaum, ma proprio quando egli tenta di dargli il colpo di grazia, Slaine arriva giusto in tempo per fermarlo e salvare la vita al conte. A questo punto Asseylum, dopo aver disattivato l'impulso Aldnoah che alimentava tutte le macchine presenti, soccorre subito Inaho nel suo robot, ma così facendo diventa un facile bersaglio per Saazbaum che le spara due volte. In preda al dolore, Slaine si rende conto che tutto ciò che è accaduto è colpa sua e perciò, sopraffatto dalla rabbia, non esita a scaricare l'intero caricatore della sua pistola verso Saazbaum. Quando Inaho si trascina verso Asseylum ripensando a tutti i momenti passati insieme, Slaine gli dice di non toccarla, puntandogli la pistola contro. Sebbene Inaho tenti allora di sparargli a sorpresa, Slaine non si fa cogliere impreparato e fa fuoco per primo. La battaglia si conclude quindi con la vittoria delle forze dell'Unione terrestre, ma il corpo di Asseylum non viene più ritrovato. |                   |         |
| 13 | La bella addormentata sulla Luna - Di qua dal Paradiso 「眠れる月の少女 -This Side of Paradise-」 - Nemureru Tsuki no shōjo -This Side of Paradise- | 10 gennaio 2015   |         |
| 13 | Diciannove mesi dopo la battaglia contro il castello d'approdo di Saazbaum, una squadra d'assalto terrestre viene spazzata via da Slaine a bordo del Tharsis. Slaine è stato nominato infatti cavaliere di Vers da Saazbaum in persona e nel frattempo l'impero sta conquistando lentamente sia l'America del Nord che del Sud con il supporto morale della principessa Asseylum. Intanto sulla Terra l'equipaggio della Deucalion, proprio mentre sta finendo i preparativi per tornare ad essere operativo, viene attaccato da un catafratto marziano capace di congelare ogni cosa nel raggio di un chilometro. Fortunatamente però Inaho arriva giusto in tempo per abbattere il nemico, avvicinandosi a lui attraverso la zona congelata tramite delle granate ad esplosione a mezz'aria. Inaho sembra identico a prima, ma in realtà è ora dotato di un occhio bionico a causa dello sparo di Slaine: dopo essere stato ritrovato da Yuki ed Inko in condizioni critiche, egli doveva essere operato al più presto, ma la Deucalion non era attiva ed Asseylum era stata portata via da Slaine, il quale aveva risparmiato Saazbaum per stringere con lui un patto vantaggioso per entrambi. Così facendo, Inaho non poteva essere portato in sala operatoria, ma siccome anche lui era dotato ormai del potere per attivare l'impulso Aldnoah, tutto si era risolto per il meglio. Superato quindi il periodo di convalescenza, Inaho fa ritorno alla Deucalion, dove scopre subito che una falsa principessa Asseylum sta incitando l'impero di Vers a conquistare la Terra: colei che appare nelle trasmissioni video è infatti Lemrina, la sorellastra di Asseylum, mentre invece la vera principessa è tenuta in vita da Slaine in uno stato di animazione sospesa. |                   |         |
| 14 | Vicini extraterrestri - Belli e dannati 「異星の隣人たち -The Beautiful and Damned-」 - Isei no rinjin-tachi -The Beautiful and Damned- | 17 gennaio 2015   |         |
| 14 | Mentre la Deucalion attracca alla base orbitale terrestre Trident, Inaho continua ad analizzare le registrazioni della falsa principessa Asseylum, notando un alto livello di stress nella sua voce che non fa altro che rafforzare i suoi sospetti. Intanto Saazbaum discute con Slaine dell'attuale situazione dell'impero di Vers, concordando con lui sul fatto che, pur conquistando la Terra, coloro dotati del potere dell'Aldnoah continuerebbero comunque a monopolizzare ogni cosa e che quindi ciò dovrà cambiare in futuro. Successivamente le due fazioni si preparano a uno scontro su larga scala nei paraggi dell'isola di Marineros, un'altra base orbitale posseduta dall'impero di Vers. Tuttavia, Slaine scopre che l'impulso Aldnoah del suo Tharsis è stato disattivato da Lemrina, la quale è invidiosa dei suoi sentimenti nei confronti di sua sorella Asseylum e inoltre non sopporta il fatto di essere presa in considerazione, sia da lui che dagli altri, solo come un mero "strumento" per l'attivazione dell'Aldnoah. Alla fine Slaine riesce a farsi riattivare il catafratto, ricordandole di avere avuto anche lui un passato difficile come servo dell'impero e quindi di poterla capire almeno in parte, ma in segreto Lemrina pianifica comunque di rubare prima o poi ogni cosa alla sorella. Subito dopo, Saazbaum raduna i suoi uomini per fare breccia nelle difese di Trident e raggiungere Marineros per primi, mentre invece le forze terrestri prendono posizione vicino ad alcuni asteroidi per rispondere al fuoco nemico. Appena la battaglia ha inizio, l'unico a non mancare mai un colpo col suo fucile di precisione è Inaho, che grazie al suo nuovo occhio bionico riesce a calcolare esattamente la traiettoria di volo di ogni suo obiettivo nonostante l'interferenza del vento spaziale. Siccome Slaine interviene però per attirare la sua attenzione, non solo i marziani riescono a passare senza troppe perdite, ma i due, colpiti dall'abilità dell'avversario, finiscono anche per riconoscersi a vicenda.                 |                   |         |
| 15 | Trappola rotante - Il tributo ai più coraggiosi 「旋転する罠 -Toll for the Brave-」 - Senten suru wana -Toll for the Brave- | 24 gennaio 2015   |         |
| 15 | Sia le forze terrestri che l'impero di Vers si preparano per la battaglia tra Trident e Marineros. Intanto Magbaredge conferma a Inaho che non è stato soltanto il sangue di Asseylum ad avergli dato l'abilità di attivare l'Aldnoah, ma forse anche qualcos'altro che si è trasferito nel suo corpo quando le fece la respirazione bocca a bocca dopo il tentativo di assassinio di Rayet. Nel frattempo gli altri conti di Vers accolgono Slaine su Marineros con evidente disprezzo per le sue origini terrestri e, quando tentano di colpirlo per la sua insolenza, vengono fermati da Saazbaum, il quale annuncia improvvisamente davanti a tutti che Slaine da ora in poi sarà il suo figlio adottivo, nonché il suo unico e diretto successore. Dopo che le basi di Trident e Marineros si avvicinano abbastanza, le due fazioni danno subito il via al fuoco e Inaho, sceso in battaglia nonostante il fatto che la sua morte provocherebbe la disattivazione della Deucalion, si imbatte nuovamente in Slaine, convincendosi stavolta che il suo catafratto, il Tharsis, gli permette in qualche modo di prevedere il futuro. Tuttavia un colpo fortunato di Inaho va comunque a segno e così Saazbaum, a bordo del suo nuovo Dioscuria II, sostituisce Slaine nello scontro. Aiutato da Inko, Inaho riesce dunque a disattivare lo scudo di Saazbaum e a farlo colpire da un ammasso di detriti ad alta velocità, cosa che danneggia il Dioscuria II gravemente. Quando Saazbaum chiede aiuto a Slaine, questi gli rivela che in realtà i detriti di prima erano dei proiettili che egli stesso aveva sparato prima dell'inizio della battaglia, sfruttando la preveggenza del Tharsis, per ucciderlo e vendicarsi di ciò che aveva fatto ad Asseylum. Poco dopo, arriva infatti una seconda ondata di proiettili che fa saltare in aria il Dioscuria II e così Slaine, tornato su Marineros, diventa a tutti gli effetti un conte dell'impero di Vers. |                   |         |
| 16 | L'avanzata sulla sabbia bollente - La paga dei soldati 「熱砂の進撃 -Soldiers' Pay-」 - Nessa no shingeki -Soldiers' Pay- | 31 gennaio 2015   |         |
| 16 | Facenti parte ormai di uno squadrone stanziato nello Yemen, Yuki e Marito vengono informati che la Deucalion sarà a breve trasferita nell'area e che quindi avranno presto la possibilità di riunirsi col suo equipaggio. Nel frattempo Slaine ribadisce la sua fedeltà alla principessa Lemrina, sostituendo inoltre a tutti gli effetti il conte Saazbaum come guardiano della principessa Asseylum. Poco dopo, egli discute col suo fidato assistente Harklight delle conseguenze della sua successione al posto di Saazbaum, affermando che gli altri cavalieri di Vers diffideranno ovviamente di lui e che quindi dovrà fare qualcosa per guadagnarsi il loro rispetto. Contemporeaneamente, i conti Marylcian e Barouhcruz, appartenenti alla fazione dei cavalieri di Vers contraria alla promozione di Slaine, ordinano al conte Mazuurek di passare all'offensiva, in quanto secondo loro è arrivato il momento di schiacciare i terrestri una volta per tutte. Mazuurek, pur essendo più interessato alla conquista della Terra solo per il preservamento delle sue risorse naturali, si vede costretto con riluttanza ad accettare comunque l'incarico, scendendo quindi in battaglia con il suo catafratto proprio nello Yemen. La squadra di Yuki e Marito viene inviata ad intercettarlo, ma sfortunatamente i loro proiettili non hanno alcun effetto su di lui, in quanto il suo catafratto è in grado di generare onde gravitazionali artificiali per difendere se stesso e tenere allo stesso tempo lontano gli avversari. Marito si accorge però che il catafratto è vulnerabile agli attacchi dall'alto e così lo attira in punto dove Inaho possa sparargli dalla Decaulion. Dopo che Mazuurek viene catturato, la Deucalion atterra finalmente sulla Terra e, mentre Inaho e gli altri si riuniscono con Yuki e Marito, Slaine distrugge da solo la base Trident, non solo guadagnandosi così il rispetto degli altri cavalieri di Vers, ma facendo tacere anche i suoi diffamatori.                                                                                 |                   |         |
| 17 | L'alba della cospirazione - La ruota che gira 「謀略の夜明け -The Turning Wheel-」 - Bōryaku no yoake -The Turning Wheel- | 7 febbraio 2015   |         |
| 17 | Mentre Barouhcruz e Marylcian si rendono conto che Mazuurek è stato sconfitto sulla Terra, Inaho rivela al dottor Yagarai di aver fatto delle modifiche al suo occhio bionico per renderlo ancora più efficiente. Yagarai gli risponde però di non potenziarlo ulteriormente, altrimenti in futuro potrebbe arrecargli dei danni permanenti al cervello. Più tardi Inaho ottiene il permesso da Magbaredge per interrogare Mazuurek, riuscendo così a capire dal suo comportamento, così come dalle sue parole, che egli in realtà non ha le stesse intenzioni degli altri cavalieri di Vers. Inaho gli racconta dunque tutta la verità, compreso il fatto che è stato Saazbaum la mente della cospirazione dietro il tentativo di assassinio della principessa, e che quella attuale, secondo lui, è solo un'impostora. Più tardi, di notte, Inaho e Rayet fanno fuggire Mazuurek dalla base terrestre e lo portano nel deserto, nei paraggi del suo castello d'approdo. Qui, Inaho gli offre quindi la possibilità di tornare sano e salvo indietro, ma in cambio gli chiede di trovare Asseylum e di scoprire quali sono le vere intenzioni di Slaine. Mazuurek accetta, ma prima di andarsene, si presenta ufficialmente, chiedendo ad Inaho il suo nome. Pur avendo assistito in segreto a tutto ciò, Inko decide però di non segnalare niente. Nel frattempo il conte Marylcian riesce ad ottenere una conversazione privata con quella che crede essere la vera Asseylum, definendola un uccello in gabbia e chiedendole il permesso di farle visita di persona. Così facendo, Marylcian, accompagnato da Barouhcruz, riesce a ritrovarsi faccia a faccia con Slaine, sfidandolo a duello per decidere chi è veramente degno di essere il guardiano della principessa. |                   |         |
| 18 | Attraverso il cuore della foresta - La rosa e l'anello 「深い森を抜けて -The Rose and the Ring-」 - Fukai mori o nukete -The Rose and the Ring- | 14 febbraio 2015  |         |
| 18 | Mentre Slayne inizia a guadagnarsi il favore di alcuni cavalieri orbitali, l'unione terrestre lancia un attacco contro Selnakis, un conte marziano il cui catafratto può sparare potenti laser a lunga gittata in grado di tenere a distanza il nemico. Nel corso della battaglia, Inaho coordina l'attacco dei cannoni principali della Deucalion sfruttando i colpi dell'artiglieria tradizionale della nave, che viaggiano secondo la curvatura della Terra, per evitare i laser del nemico, capaci di seguire soltanto linee rette. Così facendo, alla fine la Deucalion riesce a mandare a segno un colpo sul catafratto di Selnakis in tutta sicurezza, guadagnandosi quindi la vittoria contro di lui. Quella sera stessa, Inko parla con Inaho della liberazione del conte Mazuurek, venendo a sapere da lui che aveva paura rimanesse coinvolta. Nel frattempo il conte Marylcian e Slaine danno inizio al loro duello, nel corso del quale il catafratto del primo, Herschel, controllando numerosi droni automatici, mette veramente al limite le abilità del Tharsis dello sfidante. Tuttavia Slaine supera in astuzia il suo nemico attirandolo in un tunnel, spazio ristretto in cui riesce a fare fuori tutti i suoi droni in una sola volta. Marylcian, ora vulnerabile, viene quindi ucciso da Slaine, il quale ottiene così non solo la vittoria, ma anche tutti gli averi dell'avversario, Herschel compreso, che consegna ad Harklight per i suoi fedeli servigi. Poco dopo, Lemrina, fingendosi nuovamente Asseylum, annuncia al resto dei cavalieri marziani che ha intenzione di creare un nuovo regno indipendente da Vers, designando Slaine come suo futuro sposo. Dopo l'annuncio, Lemrina visita Asseylum, ancora in stato comatoso, prendendo in seria considerazione se spegnerle le macchine che la tengono ancora in vita oppure no, ma alla fine decide di risparmiarla. Tuttavia, mentre questi esce dalla stanza, Asseylum comincia a riprendere conoscenza proprio in quel momento.                                                                     |                   |         |
| 19 | I difetti del Paradiso - Qui a lì 「楽園の瑕 -Here to There-」 - Rakuen no kizu -Here to There- | 21 febbraio 2015  |         |
| 19 | Lemrina, facendosi passare ancora una volta per sua sorella, continua il suo annuncio ai cavalieri marziani e gli ordina di unirsi sotto il vessillo di Slaine, il quale, con la falsa principessa Asseylum al suo fianco e il potere dell'Aldnoah nelle sue mani, diventa quindi il loro nuovo leader incontestato. Nel frattempo Asseylum, con grande gioia di Slaine ed Eddelrittuo, dà segni di essere sull'orlo del risveglio. Tuttavia Slaine, rendendosi immediatamente conto della situazione, decide di spostare Asseylum nel suo castello d'approdo e di tenere segreta la notizia a Lemrina, dicendole piuttosto che le condizioni della sorella sono peggiorate e che di conseguenza è meglio se non la visiti più. Lemrina, non mettendo in dubbio le sue parole, ribadisce di nuovo la sua piena fedeltà a Slaine, facendolo sentire involontariamente in colpa per la bugia appena detta. Poco dopo, Asseylum riesce finalmente a riprendersi e a parlare con Eddelrittuo e Slaine, lasciando quest'ultimo sgomento dopo aver recuperato i suoi ricordi su Inaho. Una volta ritrovata la sua determinazione, Slaine decide però di continuare a mandare avanti i suoi piani, organizzando le forze a sua disposizione insieme ad Harklight: sulla Terra, infatti, l'unione terrestre ha ricevuto il compito di attaccare un altro castello d'approdo, ma proprio quando le cose iniziano ad andare per il verso giusto, altri due cavalieri marziani scendono in battaglia come rinforzi. Sopraffatti da una situazione che non avevano mai previsto, ovvero l'attacco combinato di più cavalieri marziani, i terrestri si vedono quindi costretti alla ritirata, mentre Inaho capisce subito che dietro tutto ciò vi è probabilmente lo zampino di Slaine. |                   |         |
| 20 | Il prezzo dell'onore - La luce del giorno 「名誉の対価 -The Light of Day-」 - Meiyo no taika -The Light of Day- | 28 febbraio 2015  |         |
| 20 | Costretti ad affrontare tre cavalieri marziani contemporaneamente, i terrestri si vedono quindi circondati ed intrappolati in poco tempo. Tuttavia, grazie all'intervento tempestivo della Deucalion, Inaho e la sua squadra riescono ad evacuare per il rotto della cuffia. Siccome alla nave vengono danneggiati i sistemi di navigazione, Inaho usa il suo occhio bionico per aiutare l'equipaggio a regolare la rotta, ma così facendo più tardi egli inizia a sentire gli effetti dell'abuso. Nemmeno il tempo di riprendersi che la Deucalion riceve nuovi ordini dal quartier generale: riconquistare il territorio perduto con un attacco totale. Nel frattempo il conte Mazuurek, chiedendo un favore a Barouhcruz, riesce ad ottenere udienza dalla falsa principessa Asseylum, che capisce essere un'impostora a causa della sua versione dei fatti contraddittoria sulle sue esperienze sul pianeta Terra. Ormai convinto che Inaho abbia ragione, Mazuurek si intrufola quindi nel castello d'approdo di Slaine, dove trova Eddelrittuo e le restituisce il ciondolo perduto di Asseylum. Poco dopo Slaine, sentendosi stressato da una parte per il dover nascondere la verità sulla guarigione di Asseylum a Lemrina, dall'altra per il dover mentire ad Asseylum su ciò che ha fatto finora, si confida con Eddelrittuo, ammettendo che forse questa situazione difficile è la sua giusta punizione per aver perso fede nel risveglio della principessa. Anche Lemrina, a causa dell'allontanamento di Slaine, comincia a farsi prendere dall'angoscia — cosa che la porta a scoprire che sua sorella non c'è più — e ironia della sorte, proprio nello stesso momento, Asseylum riceve il ciondolo da Eddelrittuo, recuperando così la memoria completamente. |                   |         |
| 21 | Al di là del sogno - Lo zimbello del destino 「夢幻の彼方 -The Fortune's Fool-」 - Mugen no kanata -The Fortune's Fool- | 7 marzo 2015      |         |
| 21 | Con la Deucalion ancora in fase di riparazione, le forze dell'Unione terrestre sono quindi costrette a tornare all'attacco senza il suo supporto. Tuttavia Inaho, ormai già a conoscenza delle abilità dei tre catafratti nemici, stavolta sfrutta tali informazioni per escogitare delle strategie specifiche contro ognuno di loro, e così due cavalieri marziani vengono sconfitti immediatamente. Il terzo si dimostra essere però un avversario più ostico, in quanto il suo catafratto è in grado di moltiplicarsi continuamente. Dopo aver supposto che ciò sia possibile grazie al teletrasporto quantistico, Inaho capisce che l'unico modo per sconfiggere il nemico è quello di distruggere ogni sua copia contemporaneamente, cosa possibile solo collegando il suo occhio a tutti i catafratti alleati e controllandone manualmente il sistema di puntamento. Il piano è un successo, ma ovviamente le condizioni di Inaho non fanno che peggiorare ulteriormente. Nel frattempo, mentre la Deucalion riceve ordini di partire subito per lo spazio per una nuova missione, Lemrina trova sua sorella Asseylum e le rivela le azioni di Slaine durante il suo stato di convalescenza. Scioccata, Asseylum decide quindi di parlare con Slaine con l'aspetto di Lemrina, rendendosi conto in questa occasione che egli non è più la persona che conosceva. Pur ordinandogli di fermare la sua follia, Asseylum viene però arrestata da Slaine, il quale le spiega che non essendo più ormai un cittadino di Vers non è tenuto a sottostare alla sua autorità. Dopo aver messo Asseylum e Lemrina agli arresti domiciliari, Slaine viene però informato di una visita inaspettata: Klancain, il figlio del conte Cruhteo. |                   |         |
| 22 | Incontro e commiato - Dal passato 「邂逅と訣別 -Out of the Past-」 - Kaikō to ketsubetsu -Out of the Past- | 14 marzo 2015     |         |
| 22 | Nonostante Slaine accolga Klancain nel migliore dei modi e tenti di convincerlo a schierarsi dalla sua parte, questi si dimostra essere leale all'imperatore di Vers, rimanendo inoltre scettico riguardo alle vere intenzioni del suo interlocutore. Nel frattempo le forze dell'Unione terrestre decidono di attaccare la base nemica sulla Luna con l'obiettivo di uccidere la principessa Asseylum: il piano consiste infatti nel distrarre Slaine attaccando il suo castello d'approdo, e nel far infiltrare un'altra squadra di nascosto nella base. Anche Inaho, pur non essendo al corrente del vero obiettivo della missione, si rende conto che la vita della principessa potrebbe essere a rischio di assassinio, ragion per cui decide di raggiungerla lui stesso per salvarla. Poco dopo, a causa dello scontro tra gli infiltrati terrestri e le guardie della base, Asseylum, Lemrina ed Eddelrittuo vengono separate dalla loro scorta. Mentre Lemrina decide di rimanere indietro, Asseylum ed Eddelrittuo cercano di raggiungere il ponte di atterraggio per evacuare, finendo per trovare lungo la via proprio Inaho, appena reduce da uno scontro con Slaine. Sfortunatamente il ragazzo perde conoscenza pochi attimi dopo, e così il suo occhio bionico prende il controllo del suo corpo. L'occhio riferisce ad Asseylum che Inaho la considera una parte di sé e che perciò è suo dovere portare avanti le sue volontà dando la massima priorità alla sua salvezza: le dà quindi indicazioni su come arrivare al punto di estrazione, dicendole che una squadra arriverà presto a soccorrere anche Inaho. Toccata, Asseylum prega l'occhio di riferire ad Inaho che anche lei lo considera come una parte di sé e, prima di andarsene, gli chiede anche un altro favore. Una volta raggiunta l'airlock designata, Asseylum ed Eddelrittuo si ritrovano però messe all'angolo da un altro soldato terrestre che viene subito ucciso da Klancain, il quale coglie dunque l'occasione per presentarsi.                                                                 |                   |         |
| 23 | Cielo di preghiera - L'invitto 「祈りの空 -The Unvanquished-」 - Inori no sora -The Unvanquished- | 21 marzo 2015     |         |
| 23 | Dopo averle salvato la vita, Klancain fa evacuare la principessa a bordo della sua astronave contro il volere di Slaine. Appena informato della cosa, Slaine prova a convincere Asseylum, tramite trasmissione video, a tornare indietro, ma la ragazza non si fa ingannare dalle sue parole e, anzi, rimane sconcertata davanti al suo comportamento. Siccome la maggior parte dei cavalieri orbitali è ora leale a Slaine, Asseylum segue il consiglio di Eddelrittuo e si affida al conte Mazuurek, il quale accetta subito di ospitarla nel suo castello d'approdo per ripagare il suo debito con Inaho. Ben determinata a porre fine alla guerra, qui Asseylum contatta suo nonno per chiedergli di ordinare la ritirata, ma sfortunatamente le condizioni fisiche e psichiche dell'imperatore sono peggiorate a tal punto da non essere più in grado di governare. Nel frattempo, mentre Inaho riprende conoscenza e fugge dalla base lunare con l'aiuto di Inko, le forze dell'Unione terrestre ricevono ordine dal quartier generale di riorganizzarsi per un attacco finale. Slaine, prevedendo la prossima mossa del nemico, non solo invia una squadra ad intercettarlo, ma ordina anche a tutti i cavalieri orbitali suoi alleati di prepararsi per un attacco simultaneo contro la Terra, così da annientare i terrestri una volta per tutte. Il messaggio di Slaine viene però interrotto improvvisamente da Asseylum, la quale comunica sia all'Unione terrestre sia ai cavalieri orbitali la sua successione al trono come imperatrice di Vers. Non solo: la ragazza annuncia anche il suo matrimonio con Klancain, proclamando che da ora in poi sarà loro premura promuovere la pace tra Vers e la Terra. |                   |         |
| 24 | La meteora che vidi in passato - L'eredità delle stelle 「いつか見た流星 -Inherit the Stars-」 - Itsuka mita ryūsei -Inherit the Stars- | 28 marzo 2015     |         |
| 24 | Dopo che Asseylum conclude il suo discorso, i cavalieri orbitali, ormai incerti sul da farsi, decidono per sicurezza di ritirare i loro uomini finché la situazione non sarà più chiara. Di fronte all'evidenza dei fatti, Slaine non può fare altro che ammettere la sconfitta, ordinando ai suoi sottoposti di abbandonare la base lunare e di arrendersi all'Unione terrestre. Lemrina viene portata in salvo insieme agli altri civili su una nave da trasporto, mentre Harklight e il resto delle forze di Slaine decidono di disobbedire agli ordini e continuare a combattere contro il nemico, finendo poi per essere annientati in un ultimo attacco alla Deucalion. Anche Slaine, vedendo i suoi uomini ancora combattere, decide di non avere più nulla da perdere, cosicché salta a bordo del suo Tharsis e ingaggia una lotta con Inaho. Entrambi i piloti riportano gravi danni ai propri catafratti, ma alla fine Inaho riesce a vincere per un soffio. Il Tharsis comincia dunque a precipitare nell'atmosfera terrestre, tuttavia Inaho salva la vita a Slaine afferrando il suo catafratto e stabilizzandone la caduta. Poco tempo dopo, la Terra e Vers firmano ufficialmente un trattato di pace, secondo il quale i marziani e i terrestri dovranno anche condividere le tecnologie Aldnoah e qualunque tipo di risorsa. Slaine viene dato per morto e viene accusato come la mente principale dietro il tentativo di assassinio della principessa. In realtà, però, egli viene tenuto prigioniero in una struttura segreta, dove viene controllato dall'Unione terrestre e da Inaho. Alla domanda sul perché gli è stata risparmiata la vita, Inaho gli risponde che ha semplicemente esaudito la seconda richiesta fattagli da Asseylum sulla base lunare, ovvero salvarlo. In questo modo Slaine capisce che Asseylum ancora si preoccupa per lui, e poco dopo tutti e tre guardano il cielo contemporaneamente sorridendo. |                   |         |

#### Pubblicazioni
Gli episodi di Aldnoah.Zero sono stati raccolti in dieci volumi BD/DVD che sono stati distribuiti in Giappone per il mercato home video tra il 24 settembre 2014 e il 22 luglio 2015.
| Volume | Episodi | Data di pubblicazione |
| ------ | ------- | --------------------- |
| 1      | 1–3     | 24 settembre 2014     |
| 2      | 4–5     | 22 ottobre 2014       |
| 3      | 6–7     | 26 novembre 2014      |
| 4      | 8–9     | 24 dicembre 2014      |
| 5      | 10–12   | 28 gennaio 2015       |
| 6      | 13–14   | 18 marzo 2015         |
| 7      | 15–16   | 22 aprile 2015        |
| 8      | 17–18   | 27 maggio 2015        |
| 9      | 19–21   | 24 giugno 2015        |
| 10     | 22–24   | 22 luglio 2015        |

#### Colonna sonora
La colonna sonora della serie è stata composta da Hiroyuki Sawano e pubblicata in due album. Il primo, messo in vendita il 10 settembre 2014, contiene venti tracce, tra cui sei brani vocali cantati in inglese o in tedesco; il secondo, contenente diciannove tracce di cui un brano vocale, è stato invece incluso nel sesto volume BD/DVD dell'edizione home video della serie, pubblicato il 18 marzo 2015.
La sigla di apertura della serie è Heavenly Blue di Kalafina, mentre le due sigle di chiusura, entrambe composte da Sawano e cantate da mizuki, sono A/Z (per gli episodi 2, 3, 5, 6 e 9) e aLIEz (per gli episodi 4, 7, 8, 10 e 11). Dall'episodio quattordici in poi, le sigle cambiano in &Z, sempre composta da Sawano e cantata da mizuki, e Genesis, interpretata da Eir Aoi. Per gli episodi 23 e 24, invece, la sigla di chiusura è rispettivamente Harmonious di Sora Amamiya e Heavenly Blue di Kalafina.
Aldnoah.Zero Original Soundtrack
1. Aimee Blackschleger – No differences – 4:37 (testo: Benjamin Anderson & mpi)
2. AZPV – 2:57
3. A-0picturez – 3:46
4. Mika Kobayashi – MKAlieZ – 3:42 (testo: Hiroyuki Sawano)
5. 20140910 (2零14zero91零?) – 3:49
6. AZ-Kat (アZ-Kat?) – 3:58
7. kanascene (悲scene?) – 3:54
8. AD2014-7.5/7.9-0A (AD2014-7.5/7.9-零・A?) – 3:46
9. Cyua – AL°C-@ – 2:33 (testo: Rie)
10. mpi – The Call to Arms – 3:45 (testo: Benjamin Anderson & mpi)
11. Troyard (十61yard?, Jū61yard) – 4:43
12. FIRE (FIRE★?) – 5:02
13. R0B0T (R零B零T?) – 4:04
14. SiTE-n0w1 – 3:56
15. al-door0 – 4:17
16. Ver$ – 3:46
17. as-inaho (aズ-17歩?, azu-17ho) – 2:43
18. Chikyū o FIRE (Ch19ヲFIRE★?, Ch19oFIRE) – 3:56
19. AcyOrt – 4:45
20. Mika Kobayashi – BRE@TH／／LESS – 4:01 (testo: cAnON.)

Durata totale: 78:00
Aldnoah.Zero Original Soundtrack 2
1. aldnoah0rch-&z – 4:17
2. aldnoah0rch-aCY0rt – 4:56
3. aldnoah0rch-4rain – 4:25
4. aldnoah0rch-@0p – 2:04
5. aldnoah0rch-adlib – 2:31
6. birth・gt・music – 4:47
7. battle・game・music – 4:40
8. bpm・gain・mute – 2:11
9. haondla-orez1 – 5:30
10. haondla-orez2 – 5:37
11. haondla-orez3 – 1:41
12. haondla-orez4 – 2:28
13. a/z-p1@n0:5tsumi-vers (a/z-p1@n0:5罪vers?) – 2:31
14. a/z-p1@n0:adlib1 – 4:30
15. a/z-p1@n0:adlib2 – 2:45
16. a/z-p1@n0:adlib3 – 3:14
17. Harmonious – 5:03
18. Harmonious -Instrumental- – 5:03
19. Harmonious -Short Ver.- – 1:31

Durata totale: 69:44

### Media cartacei
La serie ha ispirato diversi manga editi dall'etichetta editoriale Manga Time KR Comics Forward Series di Hōbunsha. Quattro volumi tankōbon di un manga intitolato Aldnoah.Zero, che ripercorrono la prima metà dell'anime, sono stati disegnati da Pinakes e pubblicati tra l'11 agosto 2014 e il 13 luglio 2015. Altri cinque volumi tankōbon intitolati Aldnoah.Zero 2nd Season, che ripercorrono invece la seconda metà dell'anime, sono stati disegnati da Mahi Fuyube e messi in vendita tra il 12 febbraio 2015 e il 12 dicembre 2016. In America del Nord i diritti del manga Aldnoah.Zero sono stati acquistati da Yen Press.
Un manga di Kiyokazu Satake, intitolato Aldnoah.Zero gaiden: Twin Gemini (ALDNOAH.ZERO 外伝 TWIN GEMINI?), è stato pubblicato in quattro volumi tra il 12 dicembre 2014 e il 12 dicembre 2015, mentre tre antologie di manga, raccolte sotto il titolo Aldnoah.Zero Anthology Comic (ALDNOAH.ZERO アンソロジーコミック?, Aldnoah.Zero Ansorojī Komikku), sono uscite tra l'11 ottobre 2014 e l'11 aprile 2015. Una guida ufficiale della serie televisiva è stata pubblicata il 12 dicembre 2014, seguita dalla seconda il 26 giugno 2015.